# Innenohr

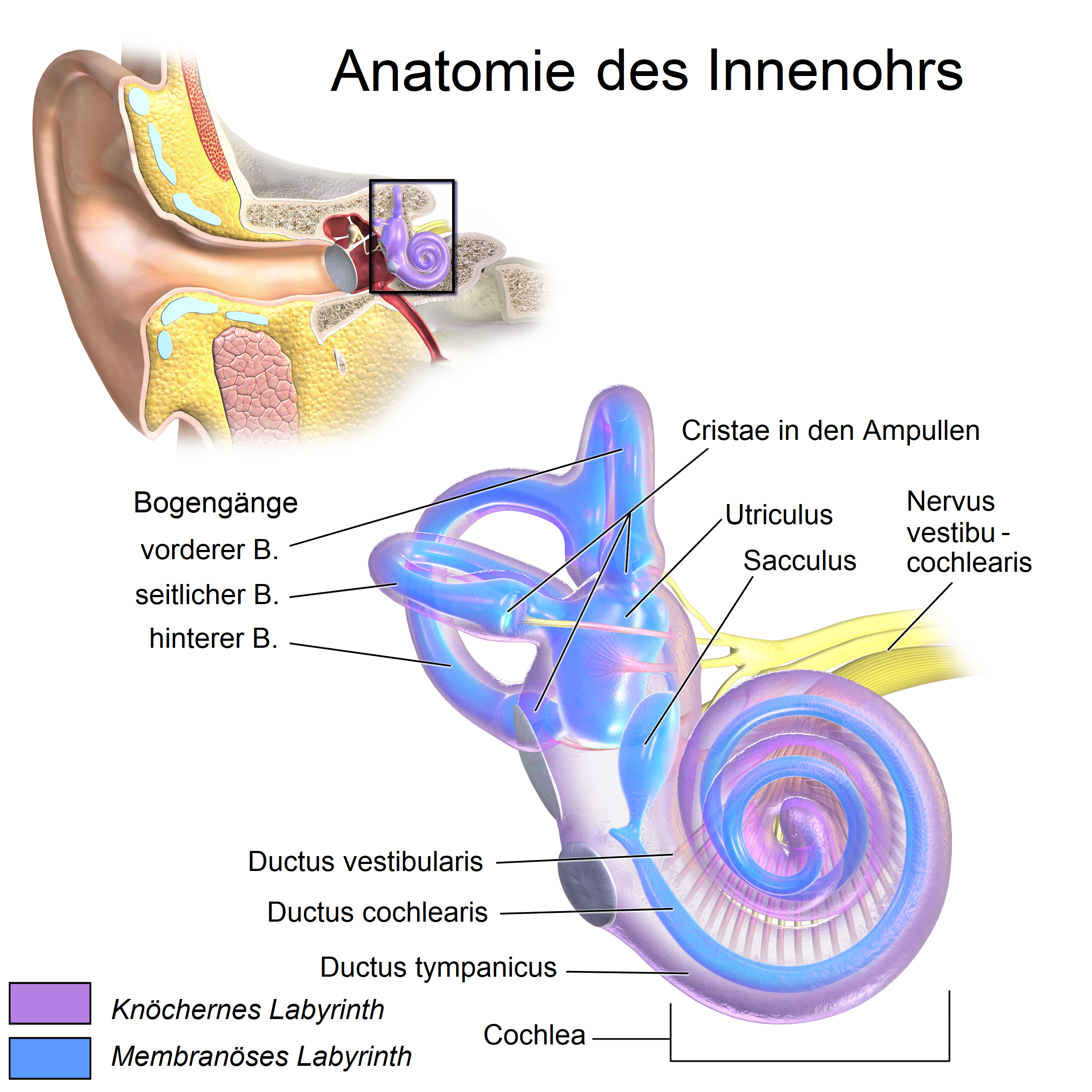
Lage und Hauptkomponenten des Innenohrs beim Menschen

Schematische Zeichnung des rechten Innenohrs:
1 Nervus vestibularis
2 Nervus cochlearis
3 Nervus facialis
4 äußeres Fazialisknie mit Ganglion geniculi
5 Chorda tympani
6 Hörschnecke
7 Bogengänge
8 Hammerstiel
9 Trommelfell
10 Eustachi-Röhre

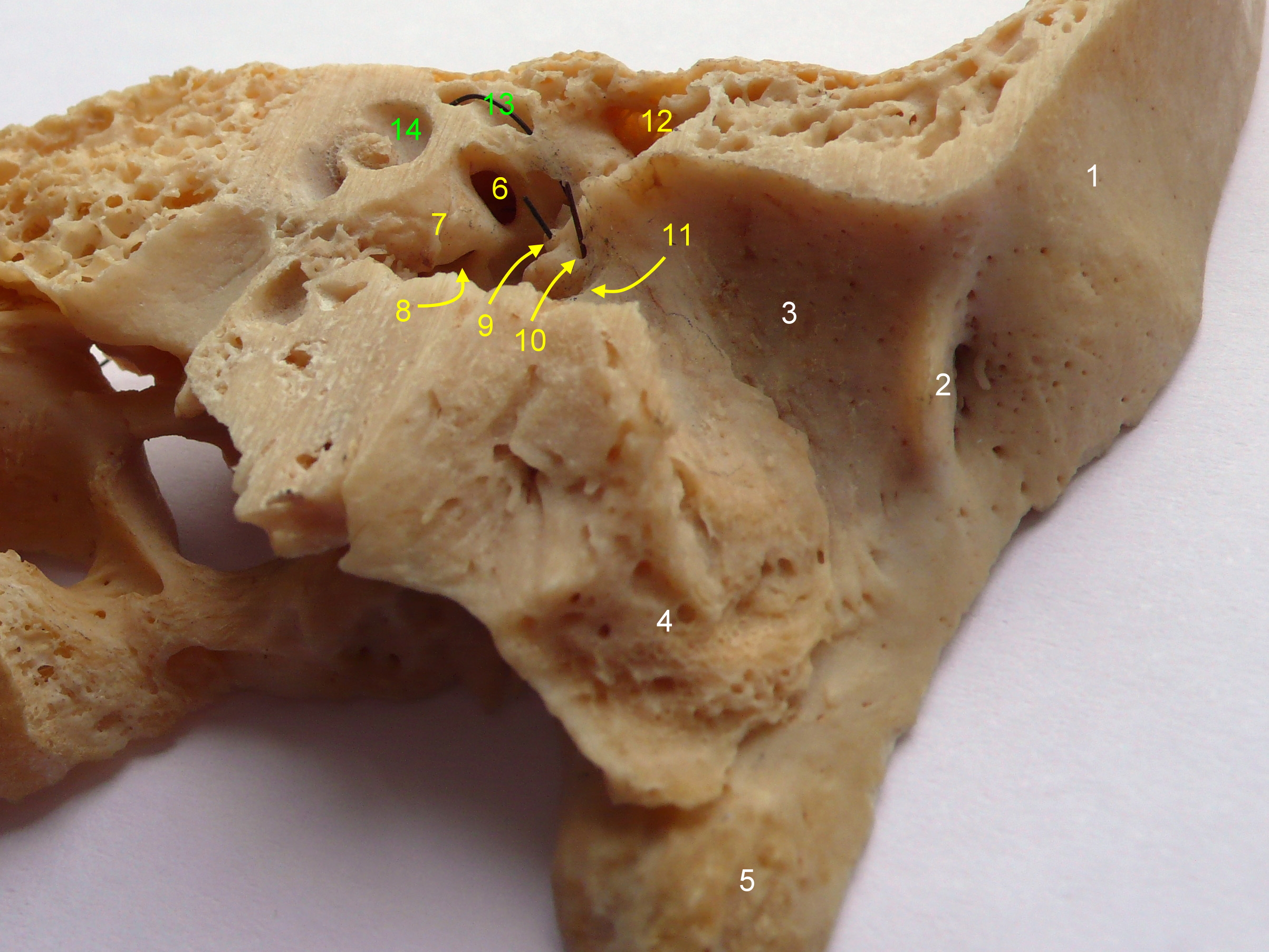
Schnitt durch das linke Schläfenbein (Os temporale) des Menschen (Ansicht von vorne-links):
1 = Pars squamosa (Schläfenbeinschuppe)
2 = Spina suprameatalis (Höcker hinter dem Gehörgang)
3 = Meatus acusticus externus (Äußerer Gehörgang)
4 = Pars tympanica (Paukenteil)
5 = Processus mastoideus (Warzenfortsatz)
6 = Fenestra vestibuli ovalis (ovales Fenster)
7 = Promontorium (Höcker zwischen ovalen und runden Fenster)
8 = Fenestra cochleae rotunda (rundes Fenster)
9 = Eminentia pyramidalis (Ansatz für den Musculus stapedius – schwarz dargestellt der Verlauf der Sehne)
10 = Apertura tympanica canaliculi chordae tympani (Öffnung für die Paukensaite – einem Ast des VII Hirnnerven; die Paukensaite verläuft hier offen durch die lufterfüllte Paukenhöhle)
11 = Sulcus tympanicus (Knochenrinne für das Trommelfell)
12 = Aditus ad antrum (Öffnung zum Antrum mastoideum – einem Hohlraum des Warzenfortsatzes)
13 = Canalis nervi facialis (angeschnittener Kanal des VII Hirnnerven)
14 = Cochlea (Schnecke)

Das Innenohr (Auris interna) ist neben dem Mittel- und Außenohr ein Teil des Ohres bei Wirbeltieren. Es besteht bei Säugetieren aus der Hörschnecke (lateinisch Cochlea) und dem Gleichgewichtsorgan.

## Aufbau
Das Innenohr ist ein komplex gestalteter Hohlraum im Felsenbein, der als knöchernes Labyrinth (Labyrinthus osseus) bezeichnet wird. Es ist von einem Knochenmaterial umgeben, das nach dem Zahnschmelz das härteste Material im menschlichen Körper darstellt. Der Hohlraum ist mit dem membranösen oder häutigen Labyrinth (lat. Labyrinthus membranaceus) ausgefüllt. Dieses enthält ein System von Kanälen und Kammern mit einer Flüssigkeit, die als Perilymphe bezeichnet wird. In diesem flüssigkeitsgefüllten System ist ein dünnwandiges zweites Kanalsystem eingelagert, das mit Endolymphe gefüllt ist.
Zum Mittelohr hin weist das Innenohr, genauer der Perilymphraum, zwei Öffnungen auf. Das „ovale Fenster“ (Vorhoffenster, Fenestra vestibuli, Syn. Fenestra ovalis) ist durch die Fußplatte des Steigbügels verschlossen und ist die Ankopplungsstelle der Gehörknöchelchenkette, an der die durch Schallwellen ausgelöste Schwingungen auf das Innenohr übertragen werden. Die zweite Öffnung ist das „runde Fenster“ (Fenestra cochleae), welches durch eine bewegliche Membran (Membrana tympani secundaria) verschlossen ist und einen Ausgleich für die durch das ovale Fenster (Steigbügel) importierten Druckschwankungen ermöglicht.
Zur Schädelhöhle weist das Innenohr drei Öffnungen auf. Zum einen den inneren Gehörgang, der die Durchtrittsstelle für den Nervus facialis, den Nervus vestibulocochlearis und für Blutgefäße bildet. Weiterhin den sehr engen Aquaeductus vestibuli, der den Ductus endolymphaticus enthält, welcher an Utriculus und Sacculus (Teile des Endolymphraumes) beginnt und dessen blindsackartige Endigung an der Hinterseite der Felsenbeinpyramide zwischen zwei Blättern der Dura mater liegt. Schließlich hat der Perilymphraum des Innenohres eine ebenso enge Verbindung zum Schädelinneren, den Canaliculus cochleae, durch den der Ductus perilymphaticus zieht. Dieser erreicht an der Unterseite der Felsenbeinpyramide die hintere Schädelgrube.

## Erkrankungen
- Hydrops cochleae
- Benigner paroxysmaler Lagerungsschwindel
- Morbus Menière
- Bogengangsdehiszenz
- Vermutete Entzündungen des Innenohrs: Otitis interna; Labyrinthitis; Neuritis vestibularis
- Gusher-Phänomen